# Улрих Ханс фон Блюхер
Улрих Ханс фон Блюхер (на немски: Ulrich Hans von Blücher; * 2 април 1624 в имението Рензов в Мекленбург-Предна Померания; † 1690) е благородник от род фон Блюхер, императорски ритмайстер, пенсионер в Гламбек.
Той е син на Бернд фон Блюхер († 4 март 1642) и съпругата му Дилиана фон Барнер († 14 октомври 1656), дъщеря на Кристоф фон Барнер († сл. 1629) и Анна фон Баролд († сл. 1616). Внук е на Улрих фон Блюхер († 1611/1612) и Армгард фон Плесен. Брат е на Бернхард Кристоф фон Блюхер († 1679), женен 1664 г. за Катарина фон Олденбург († 1679).
Улрих Ханс фон Блюхер посещава училище заедно с братята и сестрите си от четиригодишна възраст, докато започва чумата през 1630 г. След това заминава за Грундесхаген при фон Плесен и продължава образованието си. Понеже фамилията фон Плесен много го заобичва, се отказва от плащане на издръжката. На десет години баща му го изпраща като паж на губернатора на Висмар, Джон Лиле Шпар, при когото той е обучаван и на свои разноски го обучава по-нататък. След шест години губернаторът умира. Баща му също умира и Улрих Ханс фон Блюхер трябва да се грижи за майка си и фамилията.
Когато шведската войска отново идва в Мекленбург, фон Блюхер става част от полка на обрист Витцбург. Става корнет при ритмайстер Гюлен и с него отива в Холщайн и Дания. Там е пленен за кратко, но скоро е разменен. След това отново е пленен от императорската войска и получава предложение от имперския маршал Врангел да служи при него. Той отказва, понеже предпочита да отиде при шведите. По време на битка с императорската войска в Бохемия фон Блюхер е тежко ранен и се връща в дома си. Сестра му се грижи за него. Оздравял, той се връща при полка си и е повишен на лейтенант.
През 1652 г. се жени за Анна София фон Дехов, с която живее в бащиното наследствено имение. През 1655 г. той се предава на врага и може отново да упражнява военната си професия. Като ритмайстер на императорската войска фон Блюхер отива отново да се бие. За седем седмици той формира цяла рота, с която тръгва за Полша. Той е особено смел и често пленява висши полски духовници и офицери. Ранен е при падане от коня си, което налага да се върне у дома, където жена му се грижи за него. Херцог Кристиан фон Мекленбург при ауденция в Гадебуш, му предлага имение в пенсия и фон Блюхер приема. Той заживява в имението Гламбек.
През 1677 г. той се разболява от сърце и умира. Погребан е в църквата на Квалитц.

## Фамилия
Улрих Ханс фон Блюхер се жени 1652 г. за Анна София фон Дехов, дъщеря на Зигфрид фон Дехов († сл. 1637) и Катарина фон Рибен († сл. 1679). Те имат един син:
- Зигфрид Улрих фон Блюхер (* сл. 1655; † 1702), женен 1693 г. за Ида Маргарета фон Винтерфелд (* 1673; † сл. 1740); родители на:
  - Кристиан Фридрих фон Блюхер (1696 – 1762), хесен-каселски ритмайстер, женен за Доротея Мария фон Цюлов (1702 – 1769); родители на:
    - Гебхард Леберехт фон Блюхер (1742 – 1819), от 1814 г. княз Блюхер фон Валщат, пруски генерал-фелдмаршал